# دانشکده دامپزشکی دانشگاه سمنان
دانشکده دامپزشکی دانشگاه سمنان در سال ۱۳۸۸ با جذب ۳۰ نفر دانشجوی رشته دکترای حرفه‌ای دامپزشکی تأسیس گردیده و شروع به کار کرد. این دانشکده در سال ۱۳۹۱ در رشته کارشناسی علوم آزمایشگاهی دامپزشکی با تصویب وزارت متبوع بر مبنای درسی ارائه شده از سوی دانشکده دامپزشکی دانشگاه سمنان شروع به پذیرش دانشجو نمود. علاوه بر رشته‌های مذکور، مهندسی علوم دامی در دو گرایش (نشخوارکنندگان و طیور) و مهندسی علوم و صنایع غذایی را نیز تا تکمیل و راه اندازی دانشکده کشاورزی تحت پوشش خود داشت. این دانشگاه در سال ۱۳۹۸ جزوه دانشکده‌های مورد تأیید انجمن دامپزشکی آمریکا قرار گرفت.

## گروه‌های آموزشی
- علوم پایه
- پاتوبیولوژی
- علوم درمانگاهی
- بهداشت و کنترل کیفی مواد غذایی و آبزیان